# Ако зрно не умре (филм)
Ако зрно не умре (рум. Daca bobul nu moare) је филм из 2010. године по сценарију и у режији Синише Драгин, настао у  румунско-српској-аустријској копродукцији.
Филм је своју светску премијеру имао на Интернационалном филмском фестивалу у Токију у Јапану 25. октобра 2010. године. У Србији је премијерно приказан на Филмском фестивалу Cinema city у Новом Саду 19. јуна 2011. године.

## Радња
То је прича о два оца: Румуну, који тражи своју ћерку одведену у бело робље на Косово, и Србину, који тражи леш свог сина погинулог у саобраћајној несрећи у Румунији. Они се срећу на Дунаву и упознају са скелеџијом који се присећа двестогодишње легенде у вези са румунским сељацима који су неуспешно покушавали да попну стару дрвену цркву на брдо и време када су православне цркве биле забрањене у Румунији.

## Улоге
| Глумац            | Улога    |
| ----------------- | -------- |
| Мустафа Надаревић | Јоргован |
| Дан Кондураке     |          |
| Франц Бухризер    | Ханс     |
| Симона Стоическу  | Нора     |
| Јоана Барбу       | Ина      |
| Милош Танасковић  | Прле     |